# Емре Джан
Емре́ Джан (нім. Emre Can, нар. 12 січня 1994, Франкфурт-на-Майні) — німецький футболіст турецького походження. Півзахисник збірної Німеччини та туринського «Ювентуса», граючий на правах оренди за «Боруссію» (Дортмунд).

## Клубна кар'єра
Вихованець юнацьких команд футбольних клубів «Айнтрахт», «Баварія».
У дорослому футболі дебютував 2011 року виступами за «Баварія II», в якій провів два сезони, взявши участь у 31 матчі чемпіонату. 2012 почав виступати за основну команду клубу «Баварія».
2013 року уклав контракт з клубом «Баєр 04», у складі якого провів наступний рік своєї кар'єри гравця.  Більшість часу, проведеного у складі «Баєра», був основним гравцем команди.
2014 року на умовах чотирирічного контракту приєднався до складу англійського «Ліверпуля». Відіграв за цю команду чотири сезони, взявши участь у 167 матчах усіх турнірів.
Влітку 2018 року, по завершенню контракту з «Ліверпулем», на правах вільного агента уклав чотирирічний контракт з італійським «Ювентусом». За туринську команду відіграв півтора року, за які провів 37 матчів у Серії A. З приходом на тренерський місток «старої сіньйори» Мауріціо Саррі втратив місце у складі команди і перспективи його відвоювати.
У січні 2020 року повернувся до Німеччини, де на умовах піврічної оренди з обов'язковим викупом став гравцем дортмундської «Боруссії».

## Виступи за збірні
З 2009 року стабільно виступав у юнацьких збірних Німеччини: U–15, U–16, U–17 та U–19.
З 2013 року почав залучатись до молодіжної збірної Німеччини. 4 вересня 2015 року провів свою першу гру за основну збірну Німеччини, провівши на полі всю гру відбору до ЧЄ-2016 проти збірної Польщі (перемога 3:1). Загалом на тій континентальній першості брав участь у двох матчах.
За підсумками 2023 року був визнаний найкращим гравцем збірної Німеччини.
| Дата       | Місто              | Господарі         | Результат | Гості             | Турнір                               | Голи | Примітки  |
| ---------- | ------------------ | ----------------- | --------- | ----------------- | ------------------------------------ | ---- | --------- |
| 4-9-2015   | Франкфурт-на-Майні | Німеччина         | 3 – 1     | Польща            | Відбір до ЧЄ 2016                    | -    |           |
| 7-9-2015   | Глазго             | Шотландія         | 2 – 3     | Німеччина         | Відбір до ЧЄ 2016                    | -    |           |
| 13-11-2015 | Сен-Дені           | Франція           | 2 – 0     | Німеччина         | товариський матч                     | -    | 33'       |
| 26-3-2016  | Берлін             | Німеччина         | 2 – 3     | Англія            | товариський матч                     | -    | 39'       |
| 29-3-2016  | Мюнхен             | Німеччина         | 4 – 1     | Італія            | товариський матч                     | -    | 68'       |
| 4-6-2016   | Гельзенкірхен      | Німеччина         | 2 – 0     | Угорщина          | товариський матч                     | -    | 46'       |
| 7-7-2016   | Марсель            | Німеччина         | 0 – 2     | Франція           | ЧЄ 2016 - півфінал                   | -    | 36' - 67' |
| 22-3-2017  | Дортмунд           | Німеччина         | 1 – 0     | Англія            | товариський матч                     | -    | 66'       |
| 6-6-2017   | Бреннбю            | Данія             | 1 – 1     | Німеччина         | товариський матч                     | -    | 58'       |
| 10-6-2017  | Нюрнберг           | Німеччина         | 7 – 0     | Сан-Марино        | Відбір до ЧС 2018                    | -    |           |
| 19-6-2017  | Сочі               | Австралія         | 2 – 3     | Німеччина         | Кубок Конфедерацій                   | -    | 78'       |
| 22-6-2017  | Казань             | Німеччина         | 1 – 1     | Чилі              | Кубок Конфедерацій                   | -    |           |
| 25-6-2017  | Сочі               | Німеччина         | 3 – 1     | Камерун           | Кубок Конфедерацій                   | -    |           |
| 29-6-2017  | Сочі               | Німеччина         | 4 – 1     | Мексика           | Кубок Конфедерацій                   | -    | 67' - 72' |
| 2-7-2017   | Санкт-Петербург    | Чилі              | 0 – 1     | Німеччина         | Кубок Конфедерацій                   | -    | 79' - 90' |
| 1-9-2017   | Прага              | Чехія             | 1 – 2     | Німеччина         | Відбір до ЧС 2018                    | -    | 79'       |
| 5-10-2017  | Белфаст            | Північна Ірландія | 1 – 3     | Німеччина         | Відбір до ЧС 2018                    | -    | 66'       |
| 8-10-2017  | Кайзерслаутерн     | Німеччина         | 5 – 1     | Азербайджан       | Відбір до ЧС 2018                    | 1    |           |
| 10-11-2017 | Лондон             | Англія            | 1 – 1     | Німеччина         | товариський матч                     | -    | 67'       |
| 14-11-2017 | Кельн              | Німеччина         | 2 – 2     | Франція           | товариський матч                     | -    | 83'       |
| 13-10-2018 | Амстердам          | Нідерланди        | 3 – 0     | Німеччина         | Ліга націй УЄФА 2018-2019 - 1-й етап | -    | 57'       |
| 9-9-2019   | Белфаст            | Північна Ірландія | 0 – 2     | Німеччина         | Відбір до ЧЄ 2020                    | -    | 85'       |
| 9-10-2019  | Дортмунд           | Німеччина         | 2 – 2     | Аргентина         | товариський матч                     | -    |           |
| 13-10-2019 | Таллінн            | Естонія           | 0 – 3     | Німеччина         | Відбір до ЧЄ 2020                    | -    | 14'       |
| 19-11-2019 | Франкфурт-на-Майні | Німеччина         | 6 – 1     | Північна Ірландія | Відбір до ЧЄ 2020                    | -    |           |
| Усього     |                    | Матчів            | 25        |                   | Голів                                | 1    |           |

## Досягнення

### Командні досягнення
«Баварія»
- Чемпіон Німеччини: 2012-13
- Володар Кубка Німеччини: 2012-13
- Володар Суперкубка Німеччини: 2012
- Переможець Ліги чемпіонів УЄФА: 2012-13

«Ювентус»
- Володар Суперкубка Італії: 2018
- Чемпіон Італії: 2018-19

«Боруссія»
- Володар Кубка Німеччини: 2020-21

Німеччина
- Володар Кубка конфедерацій: 2017

### Особисті досягнення
- Найкращий гравець року в збірній Німеччині: 2023[1]